# Доменико Селво
Доменико Селво (на италиански: Domenico Selvo) е тридесет и първи дож на Република Венеция от 1071 до 1084 г.

## Управление
Доменико Селво е избран за дож през 1071 г. след смъртта на своя предшественик Доменико I Контарини, управлявал почти 30 години. Първите години от управлението на новия дож протичат в мир.
През май 1081 г. Робер Гискар се отправя с армията си към Драч с намерението след като го обсади и превземе, да поеме контрола над Виа Егнация – пътят, който директно води към Константинопол. Византийският император Алексий I Комнин изпраща спешно известие до Селво с молба да окаже подкрепа на града с венецианския флот срещу значителна сума. Дожът не губи и секунда и насочва флота си от 14 военни кораба и 45 други съда към застрашения Драч. Боят е ожесточен, но венецианците имат повече опит в морските сражения и надделяват. Селво оставя командването на сина си и се завръща като победител във Венеция. Като награда за помощта Венеция получава от Византия освен голяма сума злато също и многобройни привилегии включително освобождаване на венецианските търговци от данъци, което в следващите години ще окаже сериозно влияние върху икономическата и политическа експанзия на Венеция в Средиземноморието.
Въпреки това, макар и загубил корабите си, Гискар бързо се възстановява от поражението, още повече че по-голямата част от армията му по време на битката е дебаркирала на сушата, поради което загубите се изчисляват повече в съоръжения отколкото в човешка сила. В следващите месеци Гискар нанася поражение на византийските войски и през 1082 г. завладява Драч, а венецианските моряци с корабите си са принудени да напуснат града. Робер Гискар напредва бързо по суша през Балканския полуостров, когато внезапно бива възпрепятстван от папа Григорий VII, който го извиква на помощ и Гискар се връща на Апенините, за да отблъсне пред стените на Рим Анри IV. С това Гискар загубва почти всички завоювани на Балканите територии, а Селво отново изпраща войски да си върне Драч и остров Корфу през 1083 г.
Още на следващата 1084 г. Гискар се връща на Балканите за нова атака на Корфу, където го очаква съюзеният византийско–венециански флот под командването на Доменико Селво. Норманският благородник претърпява ново, още по-съкрушително поражение отколкото под стените на Драч, последвано от второ само три дни по-късно. Серво, сигурен в окончателната си победа над нормандците, изпраща корабите си към Венеция за поправка, а той самият с остатъка от флота се оттегля на албанското крайбрежие. Гискар използва случая и атакува отново изненадващо венецианците. Византийците бягат от битката, смятайки я за обречена, а сред венецианците настава хаос. Загиват повече от 3 000 венецианци, а други 2 500 са пленени. Девет нови галери, при това най-добре въоръжените, са унищожени.
Тези значителни загуби предизвикват недоволството на гражданите на Република Венеция. Селво е принуден да напусне поста си през декември 1084 г. и е изпратен в манастир. Умира три години по-късно през 1087 г.

## Брак
Доменико Селво е женен за Теодора-Анна Дукина, византийска принцеса, дъщеря на император Константин X Дука.